# Liste der Einträge im National Register of Historic Places im Washburn County

Lage des Washburn County in Wisconsin

Die Liste der Einträge im National Register of Historic Places im Washburn County in Wisconsin führt alle Bauwerke und historischen Stätten im Washburn County auf, die in das National Register of Historic Places aufgenommen wurden.
| [ 2 ] | Name                      | Bild                    | Eintragsdatum        | Lage                                         | Ort     | Beschreibung                                                                    |
| ----- | ------------------------- | ----------------------- | -------------------- | -------------------------------------------- | ------- | ------------------------------------------------------------------------------- |
| 1     | Mrs. Richard Polson House |                         | 1984 ID-Nr. 84003798 | Rustic Lale 45° 50′ 20″ N, 91° 52′ 30″ W     | Spooner | 1917 im Stil der Prairie Houses errichtetes Wohnhaus                            |
| 2     | George V. Siegner House   | George V. Siegner House | 1982 ID-Nr. 82000716 | 513 Dale Street 45° 49′ 43″ N, 91° 53′ 36″ W | Spooner | Im Queen-Anne-Stil errichtetes Wohnhaus des Kaufhausbesitzers George V. Siegner |